# Liste der Monuments historiques in Poix-Terron
Die Liste der Monuments historiques in Poix-Terron führt die Monuments historiques in der französischen Gemeinde Poix-Terron auf.

## Liste der Immobilien
| Bezeichnung      | Beschreibung              | Standort                   | Kennzeichnung | Schutzstatus | Datum | Bild           |
| ---------------- | ------------------------- | -------------------------- | ------------- | ------------ | ----- | -------------- |
| Kirche St-Martin | spätromanisch/frühgotisch | Poix, 19 Grande Rue (Lage) | PA00078481    | Inscrit      | 1926  | weitere Bilder |

## Liste der Objekte
| Bezeichnung | Beschreibung          | Standort                             | Kennzeichnung | Schutzstatus | Datum | Bild |
| ----------- | --------------------- | ------------------------------------ | ------------- | ------------ | ----- | ---- |
| Glocke      | Bronze, 1599 gegossen | Poix, in der Kirche St-Martin (Lage) | PM08000396    | Classé       | 1911  |      |